# Jim Kelly (ator)
James Milton Kelly (Paris, Kentucky, 5 de maio de 1946 — San Diego, 29 de junho de 2013) foi um ator, artista marcial e jogador de tênis americano que apareceu em filmes do gênero das artes marciais na década de 1970. Ele se tornou conhecido em 1973 por sua atuação no filme Enter the Dragon, ao lado do lendário Bruce Lee.
Jim Kelly faleceu de câncer em 29 de junho de 2013, aos 67 anos, em sua casa, San Diego, Califórnia, Estados Unidos.

## Filmografia
- Melinda (1972)
- Enter the Dragon (1973)
- Black Belt Jones (1974)
- Three the Hard Way (1974)
- Golden Needles (1974)
- Take a Hard Ride (1975)
- Hot Potato (1976)
- Black Samurái (1977)
- The Tattoo Connection (a.k.a  Black Belt Jones 2) (1978)
- The Amazing Mr. No Legs (1981)
- One Down, Two To Go (1982)
- Stranglehold (1994)
- Macked, Hammered, Slaughtered and Shafted (2004)
- Afro Ninja Destiny (2009)
- Afro Ninja (2009)